# Hydraulische analogie
De hydraulische analogie is het vergelijken van water met elektriciteit. Dit wordt vaak gebruikt als didactisch middel in het vak elektriciteit. Voor veel studenten kan deze benadering nuttig zijn vanwege het feit dat onze zintuigen de verschijnselen van water direct kunnen waarnemen. Bij elektriciteit zijn het alleen maar de effecten daarvan.  Maar deze analogie kan ook omgekeerd gebruikt worden voor het modelleren van waterstromen.
Iedere analogie is niet volkomen maar dat zijn in dit geval ondergeschikte punten. Bijvoorbeeld de elektrische stroom: in de hydrauliek kan er sprake zijn van een langzame doorstroming, waar in de elektriciteitsleer de elektronen altijd met ongeveer dezelfde snelheid bewegen. Ook kan in halfgeleiders en elektrolyten een "tekort" aan elektronen zich verplaatsen in de vorm van "gaten" of ionen. Dit is echter van ondergeschikt belang omdat de elektrische stroom als totaal vergelijkbaar is met het debiet bij water.

## Overeenkomsten
- Buis = draad, geleider: niet-aangesloten draden komen overeen met gesloten buizen of slangen. De buisdiameter is een maat voor de weerstand: hoe dunner de buis/draad hoe groter de weerstand en hoe groter het drukverlies/spanningsval.
- Communicerende vaten = ladingsvereffening
- Condensatie = opnemen van statisch lading: vindt bijvoorbeeld plaats bij de vandegraaffgenerator en bij de anode van elektronenbuizen.
- Debiet = stroomsterkte
- Druk (verschil) = spanning, potentiaalverschil
- Hydraulische diameter = elektrische weerstand, belasting (energieverbruiker)
- Hydrostatische druk of stijghoogte = elektrische spanning
- Keienbak = elektrische weerstand
- Klep = schakelaar
- Kraan = potentiometer als variabele weerstand geschakeld (uiteinde en loper)
- Massadichtheid = soortelijke weerstand
- Pomp = spanningsbron (bijvoorbeeld een batterij)
- Terugslagventiel = diode
- Turbine = elektromotor
- Vat, meer, watertoren = condensator
- Verdamping = emissie vindt plaats bij de kathode van elektronenbuizen.

## Praktische toepassing
Rond 1937 realiseerde dr Johan van Veen dat deze analogie praktisch gebruikt kon worden voor het berekenen van getijstroming in zeegaten. Na de stormvloed van 1953 heeft hij dit werden uitgewerkt in het elektrisch analogon, wat later door Rijkswaterstaat verder werd uitgebouwd tot de analoge computer Deltar, waarmee alle waterloopkundige berekeningen voor de afsluitingswerken tot ca 1975 zijn uitgevoerd. Voor de recentere sluitingen is men overgestapt op digitale computers, die toen beschikbaar kwamen.